# 泪のムコウ
「泪のムコウ」（なみだのムコウ）とは、ステレオポニーの2ndシングルである。発売元は、gr8! records。

## 解説
毎日放送・TBS系テレビアニメ『機動戦士ガンダム00 -2nd Season-』後期（第14話-第25話）オープニングテーマ。
2009年1月4日より、公式携帯サイト「MUSICO」にて着うたが配信されている。
週間2位という記録は、平成生まれのガールズバンド史上初の快挙となった。
2009年の年間シングルランキングでは98位にランクインし、同バンド初の年間チャートTOP100入りを果たした。

## 収録内容

### CD(通常盤)
1. 泪のムコウ (3:30)
作詞・作曲：AIMI、編曲：ステレオポニー・northa+
2. ステレオポニーの旅は続く (3:56)
作詞・作曲：AIMI、編曲：ステレオポニー・R'dh+
3. ヒトヒラのハナビラ 〜AIMI Acoustic Version〜 (3:30)
作詞・作曲：AIMI、編曲：AIMI・Cruz.7th
4. 泪のムコウ 〜Instrumental〜 (3:30)

### CD(ガンダム盤・期間限定)
1. 泪のムコウ (3:30)
2. ステレオポニーの旅は続く (3:56)
3. ヒトヒラのハナビラ 〜AIMI Acoustic Version〜 (3:30)
4. 泪のムコウ 〜Opening Edition〜(1:35) - 
毎日放送・TBS系アニメ『機動戦士ガンダム00 -2nd Season-』のオープニングサイズ。
5. 泪のムコウ 〜Instrumental〜 (3:30)

- デジパック仕様、描き下ろし『機動戦士ガンダム00』絵柄
- 「泪のムコウ（アニメVer.）」収録
- 特製キャラクターIDカード封入

## 収録アルバム
- ハイド.ランジアが咲いている (#1)
- BEST of STEREOPONY (#1,2)